# Azjatycki Puchar Challenge IIHF
Azjatycki Puchar Challenge IIHF – międzynarodowy turniej hokejowy organizowany przez IIHF. Głównym celem turnieju jest zapewnienie możliwości konkurencji wśród zespołów azjatyckich, które uczestniczą w niższych dywizjach mistrzostw świata lub w ogóle w nich nie uczestniczą. Początkowo turnieje o Azjatycki Puchar Challenge odbywały się w kategorii seniorów (2008), od 2010 roku wprowadzono również rywalizację kobiet oraz drużyn uniwersyteckich, od 2012 roku wprowadzono rywalizację drużyn juniorskich. W 2014 roku po raz pierwszy wprowadzono wśród mężczyzn podział drużyn na dwie grupy. W lepszej rywalizacja odbywa się o tytuł mistrza. Najgorsza drużyna zostaje zastąpiona najlepszą drużyną ze słabszej grupy.

## Turniej mężczyzn
Turniej mężczyzn rozgrywany jest od 2008 roku. Pierwsze edycja odbyła się w Hongkongu. Najczęściej zwyciężała reprezentacja Chińskiego Tajpej, którzy zdobyli 6 tytułów. Dotychczas turniej seniorów rozegrano 10 razy.
Od 2014 roku zmieniony został format turnieju. Drużyny podzielone są na dwie dywizje:
- Top dywizja: złożona z 6 zespołów - spośród tej grupy wyłaniano mistrza świata (każdorazowo degradowana jest najgorsza reprezentacja)
- I Dywizja: zaplecze top dywizji, złożona z 7 zespołów, najlepsza drużyna gwarantuje sobie uczestnictwo w turnieju top dywizji w kolejnym sezonie

| Rok  | Uczestnicy | Gospodarz | Złoto                            | Srebro                       | Brąz      |
| ---- | ---------- | --------- | -------------------------------- | ---------------------------- | --------- |
| 2008 | 6          | Hongkong  | Chińskie Tajpej (1)              | Malezja                      | Hongkong  |
| 2009 | 8          | Abu Zabi  | Zjednoczone Emiraty Arabskie (1) | Tajlandia                    | Malezja   |
| 2010 | 9          | Tajpej    | Chińskie Tajpej (2)              | Zjednoczone Emiraty Arabskie | Tajlandia |
| 2011 | 6          | Hongkong  | Hongkong (1)                     | Zjednoczone Emiraty Arabskie | Tajlandia |
| 2012 | 7          | Dehradun  | Zjednoczone Emiraty Arabskie (2) | Tajlandia                    | Malezja   |
| 2013 | 10         | Bangkok   | Chińskie Tajpej (3)              | Hongkong                     | Mongolia  |
| 2014 | 10         | Abu Zabi  | Chińskie Tajpej (4)              | Zjednoczone Emiraty Arabskie | Mongolia  |
| 2015 | 11         | Tajpej    | Chińskie Tajpej (5)              | Zjednoczone Emiraty Arabskie | Mongolia  |
| 2016 | 10         | Abu Zabi  | Chińskie Tajpej (5)              | Zjednoczone Emiraty Arabskie | Mongolia  |
| 2017 | 13         | Kuwejt    |                                  |                              |           |

## Turniej kobiet
Turniej kobiet rozgrywany jest od 2010 roku. Pierwsze edycja odbyła się w Szanghaju. Dwukrotnie zwyciężały reprezentacje Chin i Japonii. W 2014 roku podobnie jak w turnieju mężczyzn zmieniony został format turnieju na dwie dywizje, zaś od 2017 roku w głównym turnieju startują jedynie zostały nieuczestniczące w mistrzostwach świata.
| Rok  | Uczestnicy | Gospodarz | Złoto       | Srebro         | Brąz             |
| ---- | ---------- | --------- | ----------- | -------------- | ---------------- |
| 2010 | 4          | Szanghaj  | Chiny (1)   | Japonia        | Korea Północna   |
| 2011 | 3          | Nikkō     | Japonia (1) | Chiny          | Korea Południowa |
| 2012 | 7          | Qiqihar   | Japonia (2) | Chiny 1        | Chiny 2          |
| 2014 | 8          | Harbin    | Chiny (2)   | Korea Północna | Korea Południowa |
| 2017 | 7          | Bangkok   |             |                |                  |

## Turniej uniwersytecki
Turniej rozgrywany był dotychczas dwukrotnie. W 2010 w Seulu  i 2011 w chińskim Changchun zwyciężyła reprezentacja Japonii.
| Rok  | Uczestnicy | Gospodarz | Złoto       | Srebro           | Brąz  |
| ---- | ---------- | --------- | ----------- | ---------------- | ----- |
| 2010 | 3          | Seul      | Japonia (1) | Korea Południowa | Chiny |
| 2011 | 4          | Changchun | Japonia (2) | Korea Południowa | Chiny |

## Turnieje juniorskie
Turnieje juniorskie odbyły się w dwóch kategoriach wiekowych. Starsi zawodnicy występują w kategorii wiekowej do 20 lat, zaś młodsi w kategorii wiekowej do lat 18. W turnieju drużyn do lat 20 uczestniczy również drużyna reprezentująca ligę juniorską ligę MHL.
U20
| Rok  | Uczestnicy | Gospodarz       | Złoto       | Srebro     | Brąz             |
| ---- | ---------- | --------------- | ----------- | ---------- | ---------------- |
| 2012 | 3          | Seul            | MHL (1)     | Japonia    | Korea Południowa |
| 2013 | 4          | Chabarowsk      | Japonia (1) | MHL        | Korea Południowa |
| 2014 | 4          | Jużnosachalińsk | MHL (2)     | Kazachstan | Japonia          |

U18
| Rok  | Uczestnicy | Gospodarz | Złoto         | Srebro                       | Brąz    |
| ---- | ---------- | --------- | ------------- | ---------------------------- | ------- |
| 2012 | 5          | Abu Zabi  | Tajlandia (1) | Zjednoczone Emiraty Arabskie | Malezja |